# Journées européennes du patrimoine
Pour les articles homonymes, voir JEP.

Pays participant aux Journées européennes du patrimoine en 2007.

Les Journées européennes du patrimoine (JEP) sont des manifestations nationales et internationales annuelles qui permettent au public la découverte de nombreux édifices et autres lieux qui ne sont souvent qu'exceptionnellement ouverts au public, ou de musées qui vont alors modifier leur offre voire leur tarification pour l'occasion.
Créé en France en 1984, cet évènement est désormais une action du Conseil de l'Europe et de la Commission européenne qui a lieu dans une cinquantaine de pays.

## Histoire
Les premières Journées du patrimoine ont été lancées le 23 septembre 1984 par le ministère de la Culture français, à l'initiative du ministre Jack Lang, sous le nom de « Journée portes ouvertes dans les monuments historiques », le troisième dimanche de septembre.
À la suite du succès de ces journées, le 3 octobre 1985, à Grenade, au cours de la deuxième conférence du Conseil de l'Europe entre les ministres responsables du patrimoine architectural et naturel, Jack Lang propose d’étendre l’initiative au niveau européen. Plusieurs pays européens tels que les Pays-Bas, le Luxembourg, Malte, la Belgique, le Royaume-Uni (Écosse) et la Suède, organisent rapidement des journées similaires.
En 1991, le Conseil de l’Europe institue officiellement des « Journées européennes du patrimoine », auxquelles l’Union européenne s’associe en soutenant le bureau de coordination dans sa mission de promotion internationale dont la création est alors confiée aux Pays-Bas.
En 1993, la Fondation Roi Baudouin (France)[Laquelle ?] prend en charge le bureau de coordination. Cette même année, ce sont 24 pays qui participent aux Journées européennes du patrimoine, puis en 1995 ce sont 34 pays européens qui s'associent à la manifestation et 13 millions d'Européens qui visitent les 26 000 monuments ouverts pour l'occasion.
En 2000, six États supplémentaires (principautés d'Andorre et de Monaco, Islande, Vatican, Macédoine du Nord, Ukraine) ouvrent les portes de leur patrimoine.
Deux ans plus tard, la Turquie crée la même manifestation que les pays européens.
En 2001, Taïwan imite les 47 pays déjà associés à la manifestation, pourtant toujours qualifiée d'européenne. Ainsi, en 2003, dans 48 pays, 19,8 millions de visiteurs partent à la découverte de leur patrimoine.
En 2010, cinquante États organisent dans leur pays des manifestations dans le cadre des Journées européennes du patrimoine :
Albanie, Allemagne, Andorre, Arménie, Autriche, Azerbaïdjan, Biélorussie, Belgique, Bosnie-Herzégovine, Bulgarie, Croatie, Chypre, Danemark, Espagne, Estonie, Finlande, France, Géorgie, Grèce, Hongrie, Islande, Irlande, Italie, Kazakhstan, Lettonie, Liechtenstein, Lituanie, Luxembourg, Malte, Moldavie, Monténégro, Pays-Bas, Macédoine du Nord, Norvège, Pologne, Portugal, République tchèque, Roumanie, Royaume-Uni, fédération de Russie, Saint-Marin, Serbie, Slovaquie, Slovénie, Suède, Suisse, Taiwan, Turquie, Ukraine, Vatican.

## Thème commun
- 2017 : Patrimoine et nature : un paysage de possibilités[4]
- 2018 : L'art du partage[5]
- 2019 : Arts et divertissement[6]
- 2020 : Patrimoine et éducation. Apprendre pour la vie ![7]
- 2021 : Patrimoine : tout compris ![8]
- 2022 : Patrimoine durable[9]
- 2023 : Patrimoine vivant[10]
- 2024 : Patrimoine des itinéraires, des réseaux et des connexions et patrimoine maritime[11]
- 2025 : Patrimoine architectural[12].

## Organisation en France (depuis 1984)

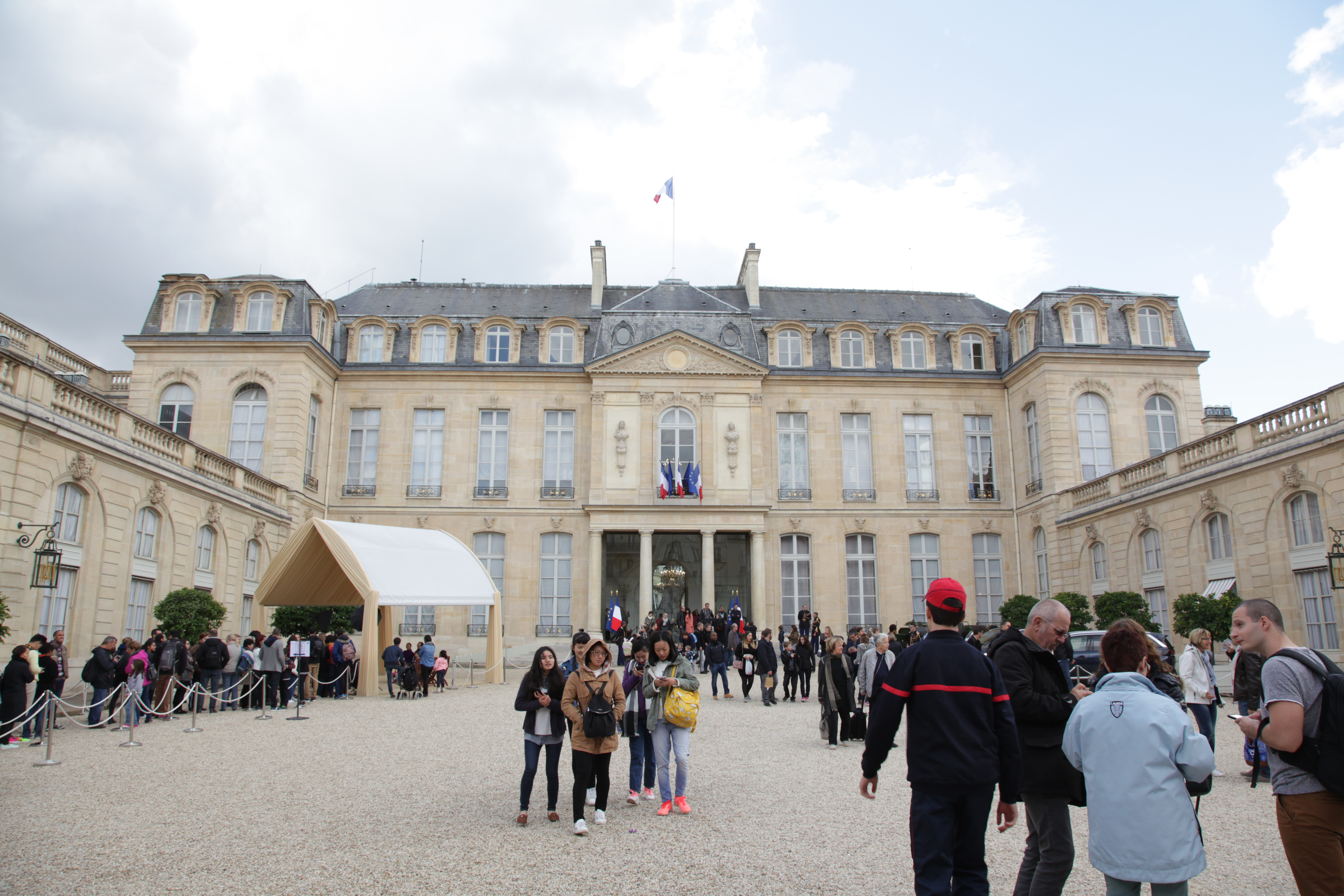
Visiteurs du palais de l'Élysée lors des JEP 2017.

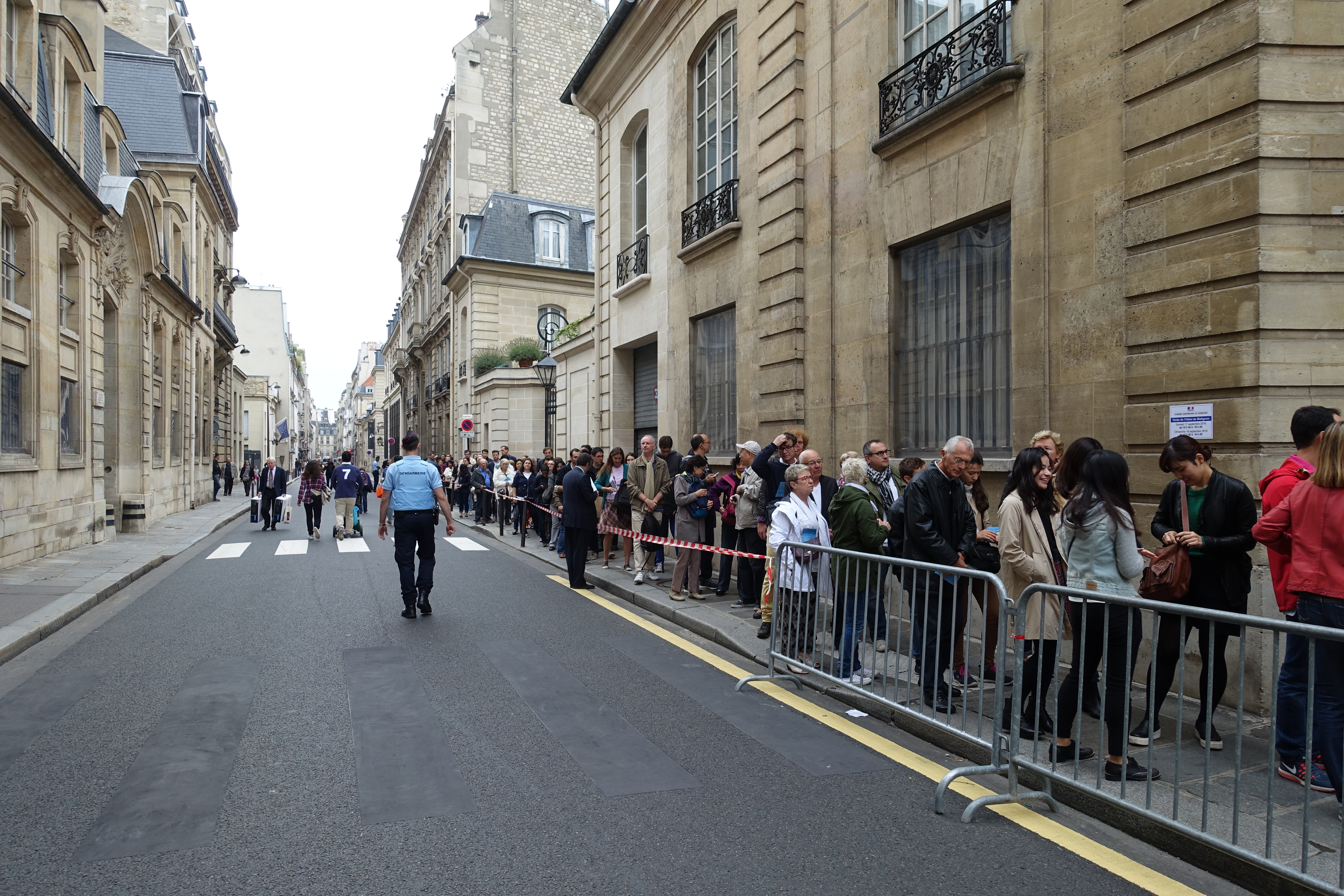
File d'attente pour la visite de l'hôtel de Matignon lors des JEP 2016.

Les journées européennes du patrimoine permettent aux Français de visiter leur patrimoine national, monuments, églises, théâtres, châteaux, mais aussi des demeures privées, des banques, des tribunaux, des préfectures, palais de justice, hôtels de ville, chambres de commerce, etc., toutes sortes de bâtiments qui, habituellement, sont fermés au public. Elles ont lieu chaque année le troisième week-end du mois de septembre.
Elles sont organisées sous l'égide du Ministre de la Culture par la Direction du patrimoine culturel et par les différentes directions régionales des affaires culturelles.
Les ouvertures ne sont pas obligatoirement gratuites. La gratuité est presque systématique dans les monuments publics dépendant de l'État et les musées ayant le label Musée de France, en ce qui concerne les domaines privés ou ceux qui dépendent de collectivités locales ou d'établissements publics, les tarifs sont laissés à l'appréciation du propriétaire du lieu. 
Il est possible de visiter des lieux de pouvoirs, des musées ou monuments habituellement payants, et aussi des sites scientifiques et industriels. Des propriétaires privés participent également pour présenter leur patrimoine.

### Historique
Redevenu ministre de la Culture en 1992, Jack Lang rallonge l’évènement de un à deux jours, qui prend le nom « Journées nationales du patrimoine ».
En 2000, à l'initiative du ministre de la Culture Catherine Tasca, la manifestation est appelée Journées européennes du patrimoine.
En raison des attentats du 11 septembre 2001 intervenus aux États-Unis, la manifestation initialement programmée les samedi 15 et dimanche 16 septembre est annulée dans quelques endroits (Ambassade des États-Unis en France…).
Lors de l'édition 2005, plus de 12 millions de visiteurs ont investi 15 480 sites et profité des 20 000 animations proposées dont 1 000 sites ouverts pour la première fois cette année-là et 3 129 lieux ouverts exceptionnellement.
En 2016, 12 millions de visiteurs se sont rendus dans un des 17000 lieux ouverts. Cette année, en province, les monuments les plus visités sont le pont du Gard (14000 visiteurs), l'hôtel de ville de Lyon (12 500), l'abbaye du Mont-Saint-Michel (12 000), les tours de la Lanterne, de la Chaîne et Saint-Nicolas de La Rochelle (11 000), le musée des Beaux-Arts de Lyon (11 000), l'hôtel de ville de Marseille (9 700), le château d'Angers (8 100), l'Hôtel-Dieu de Clermont-Ferrand (8 000), la Casa Xanxo à Perpignan (8 000), le Grand-Théâtre à Bordeaux (7 000), la citadelle de Blaye (6 500), le château de Chambord (6 080).
En 2018, 12 millions de visiteurs profitent de ces deux journées pour découvrir près de 16 000 lieux. Cette année, en Île-de-France, les monuments les plus visités sont l'hôtel des Invalides (30 000 visiteurs), la Sainte-Chapelle et la Conciergerie (27 700), le palais du Luxembourg (26 000), le Panthéon (22 100), l'hôtel de ville de Paris (20 300), le palais de l'Élysée (20 000), la manufacture des Gobelins (18 000), le palais Bourbon et l'hôtel de Lassay (17 800), les visites de la régie autonome des transports parisiens (15 200) et le château de Vincennes (15 050).

### Thèmes
Depuis 1995, un thème général est proposé mettant en avant un aspect (ou plusieurs aspects) du patrimoine.
- 1995 : 100e anniversaire du cinéma - 10e anniversaire des CoRePHAE (Commissions régionales du patrimoine historique, archéologique et ethnologique) - Les parcs et jardins
- 1996 : Patrimoine et littérature - Patrimoine et lumière
- 1997 : Patrimoine, fêtes et jeux - Patrimoine industriel - Patrimoine et lumière
- 1998 : Métiers et savoir-faire
- 1999 : Patrimoine et citoyenneté - L'Europe, un patrimoine commun
- 2000 : Patrimoine du XXe siècle
- 2001 : Patrimoine et associations (dans le cadre de la célébration du centenaire de la loi du 3 juillet 1901)
- 2002 : Patrimoine et territoires
- 2003 : Patrimoine spirituel - Le bicentenaire de la naissance de Mérimée - La restauration du Château de Lunéville
- 2004 : Patrimoine, sciences et techniques
- 2005 : J'aime mon patrimoine. Deux jours pour manifester son attachement au patrimoine
- 2006 : Faisons vivre notre patrimoine
- 2007 : Les métiers du patrimoine : des hommes et des femmes au service des biens culturels
- 2008 : Patrimoine et création
- 2009 : Un patrimoine accessible à tous.
- 2010 : Les grands Hommes - Quand femmes et hommes construisent l'Histoire.
- 2011 : Le voyage du patrimoine.
- 2012 : Les patrimoines cachés.
- 2013 : Cent ans de protection.
- 2014 : Patrimoine culturel - Patrimoine naturel.
- 2015 : Le patrimoine du XXIe siècle, une histoire d’avenir.
- 2016 : Patrimoine et Citoyenneté.
- 2017 : Jeunesse et Patrimoine.
- 2018 : Année européenne du patrimoine culturel 2018, l’art du partage
- 2019 : Arts et divertissement
- 2020 : Patrimoine et éducation : apprendre pour la vie !
- 2021 : Patrimoine pour tous[15]
- 2022 : Patrimoine durable
- 2023 : Patrimoine vivant et Patrimoine du sport
- 2024 : Patrimoine des itinéraires, des réseaux et des connexions - Patrimoine maritime[16]
- 2025 : Patrimoine et architecture[17]

### Organisation d'un tirage spécial du loto à l'occasion des journées européennes du patrimoine
En 2015, le député François de Mazières, ancien directeur général de la Fondation du patrimoine, fait adopter un amendement au budget 2015 pour demander à ce qu'un rapport sur un tirage exceptionnel du loto soit remis au gouvernement. Ce tirage du loto serait organisé à l'occasion des Journées européennes du patrimoine et les bénéfices en seraient affectés à la préservation du patrimoine. Le rapport conclura à un cout trop élevé de l'opération pour un rendement trop faible et entrainera l’abandon de ce projet.
Cependant, le 17 novembre 2017, la ministre de la Culture Françoise Nyssen annonce qu’un tirage du loto avec un jeu de grattage au profit des monuments seront finalement organisés en septembre 2018 lors des Journées du patrimoine. Ce loto du patrimoine est reconduit en 2019.

## Organisation en Belgique (depuis 1989)
Depuis 1989, les journées du patrimoine sont organisées séparément par les trois régions du pays, compétentes pour la gestion du patrimoine. Chaque région fixe le thème et les dates de l’événement, le deuxième ou troisième week-end de septembre.

### Organisation à Bruxelles
L'organisation des Journées du patrimoine en Région de Bruxelles-Capitale est dirigée par la direction des Monuments et sites régionale. Les Journées bruxelloises du patrimoine ne se déroulent pas aux mêmes dates que celles organisées dans les deux autres régions du pays.
Depuis 2005, les Journées du Patrimoine sont suivies du Lundi du Patrimoine, spécialement destiné aux écoles bruxelloises primaires (5e et 6e primaires) et secondaires, à qui sont proposées des visites de lieux ou des activités en lien avec le thème des Journées.
- Thème de l'édition 2006 : Corps et esprit. Par ce thème, la Région souhaite revaloriser les lieux liés à l'éducation, au savoir et au sport
- Thème de l'édition 2007 : Lumière et éclairage. Découverte du patrimoine et de l'espace publics sous l'angle de l'usage de la lumière naturelle et artificielle
- Thème de l'édition 2008 : Expo 58 : avant-après. Le patrimoine bruxellois depuis la Seconde Guerre mondiale.
- Thème de l'édition 2009 : Venus d'ailleurs
- Thème de l'édition 2010 : Pierre et Co
- Thème de l'édition 2011 : Restauration(s) et conservation
- Thème de l'édition 2012 : L'art de construire
- Thème de l'édition 2013 : Bruxelles, m'as-tu vu ?
- Thème de l'édition 2014 : Histoire et mémoire
- Thème de l'édition 2015 : Ateliers, usines et bureaux[20]
- Thème de l'édition 2016 : Recyclage des styles[21]
- Thème de l'édition 2017 : Nature en ville[22]

### Organisation en Wallonie
En Wallonie, c'est l'Institut du patrimoine wallon qui a dans ses missions la promotion du patrimoine et l'organisation des journées du patrimoine.
- Thème de l'édition 1989 ///
- Thème de l'édition 1990 ///
- Thème de l'édition 1991 ///
- Thème de l'édition 1992 ///
- Thème de l'édition 1993 Voici des fruits, des fleurs, des feuilles et des branches
- Thème de l'édition 1994 Patrimoine industriel
- Thème de l'édition 1995 Patrimoine civile public
- Thème de l'édition 1996 Patrimoine rural
- Thème de l'édition 1997 Patrimoine archéologique
- Thème de l'édition 1998 Patrimoine en fête… Faites du patrimoine
- Thème de l'édition 1999 1850-1950 : un siècle d'architecture moderne
- Thème de l'édition 2000 Itinéraires au fil de l'eau
- Thème de l'édition 2001 Itinéraires au fil des idées
- Thème de l'édition 2002 Itinéraires au fil du labeur
- Thème de l'édition 2003 Château et demeures privées
- Thème de l'édition 2004 Patrimoine et Réaffectation
- Thème de l'édition 2005 Regard sur le Moyen Âge
- Thème de l'édition 2006 Patrimoine et Citoyenneté : Un avenir pour notre passé.
- Thème de l'édition 2007 Patrimoine militaire : De la préhistoire à nos jours, les bâtiments et les sites liés aux systèmes défensifs et offensifs et à la mémoire des conflits
- Thème de l'édition 2008 Patrimoine et Culture
- Thème de l'édition 2009 Patrimoine et Modernité
- Thème de l'édition 2010 Les métiers du Patrimoine
- Thème de l'édition 2011 Des pierres et des lettres
- Thème de l'édition 2012 Grandes figures en Wallonie
- Thème de l'édition 2013 Patrimoine « extra »ordinaire
- Thème de l'édition 2014 Lieux de mémoire 14-18 40-45
- Thème de l'édition 2015 D'un monde à l'autre (1713–1830) : régence, rococo et néoclassicisme
- Thème de l'édition 2016 Patrimoine religieux et philosophique
- Thème de l'édition 2017 Voies d'eau, de terre et de fer - Patrimoines et RAVeL[23]
- Thème de l'édition 2018 Le patrimoine insolite. Les dessous du patrimoine
- Thème de l'édition 2019 Le patrimoine sur son 31 !
- Thème de l'édition 2020 -
- Thème de l'édition 2021 Femmes et patrimoine

### Organisation en Flandre
- Thème de l'édition 2007 Vivre (en néerlandais Wonen (habiter) : habitation et lieux de vie au sens large, visite de monuments et d’habitations privées, promenades et randonnées cyclistes guidées au travers de quartiers d’habitations
- Thème de l'édition 2008 20e édition - 20e siècle (en néerlandais 20e editie - 20e eeuw)
- Thème de l'édition 2011 Conflit (en néerlandais Conflict)
- Thème de l'édition 2014 Patrimoine, passé, présent et futur (en néerlandais Erfgoed vroeger, nu en in de toekomst)
- Thème de l'édition 2015 Patrimoine industriel
- Thème de l'édition 2017 Les agriculteurs, les citoyens et la campagne (en néerlandais Boeren, burgers en buitenlui)

## Autres pays membres de l'UE

### Organisation par l'Allemagne
- Thème de l'édition 2015 : Artisanat, technologie, industrie (Patrimoine industriel)
- Thème de l'édition 2016 : Préserver les monuments ensemble

### Organisation par l'Autriche
- Thème de l'édition 2015 : Feu & Flamme (Patrimoine Industriel 2015)
- Thème de l'édition 2016 : Ensemble sur la route

### Organisation par laCroatie
- Thème de l'édition 2015 : Patrimoine industriel et technique
- Thème de l'édition 2016 : Patrimoine et communautés

### Organisation parChypre
- Thème de l'édition 2015 : Patrimoine industriel
- Thème de l'édition 2016 : Patrimoine et communautés : Citoyens - Lieux - Histoires

### Organisation par l'Espagne
- Thème de l'édition 2015 : Patrimoine industriel et technique
- Thème de l'édition 2016 : Patrimoine et communautés

### Organisation par l'Estonie
- Thème de l'édition 2015 : Patrimoine industriel
- Thème de l'édition 2016 : Patrimoine et communautés

### Organisation par laFinlande
- Thème de l'édition 2015 : Patrimoine industriel et technique
- Thème de l'édition 2016 : Les lieux communautaires, les environnements partagés

### Organisation par laGrèce
- Thème de l'édition 2016 : Violence et Tolérance

### Organisation par laHongrie
- Thème de l'édition 2015 : Trésors cachés
- Thème de l'édition 2016 : Monuments à mille visages

### Organisation par l'Irlande
- Thème de l'édition 2015 : Patrimoine du design et de l'industrie
- Thème de l'édition 2016 : 100 ans de Patrimoine

### Organisation par l'Italie
- Thème de l'édition 2015 : Nourriture et histoire
- Thème de l'édition 2016 : Patrimoine et communautés

### Organisation par laLettonie
- Thème de l'édition 2015 : Patrimoine industriel
- Thème de l'édition 2016 : Paysages en Lettonie

### Organisation par laLituanie
- Thème de l'édition 2015 : Patrimoine de l'avenir
- Thème de l'édition 2016 : Patrimoine et communautés

### Organisation parMonaco(depuis 2000)
- Thème de l'édition 2016 : Patrimoine et communautés
- Thème de l'édition 2021 : Femmes et Patrimoine[24]

### Organisation par lesPays-Bas

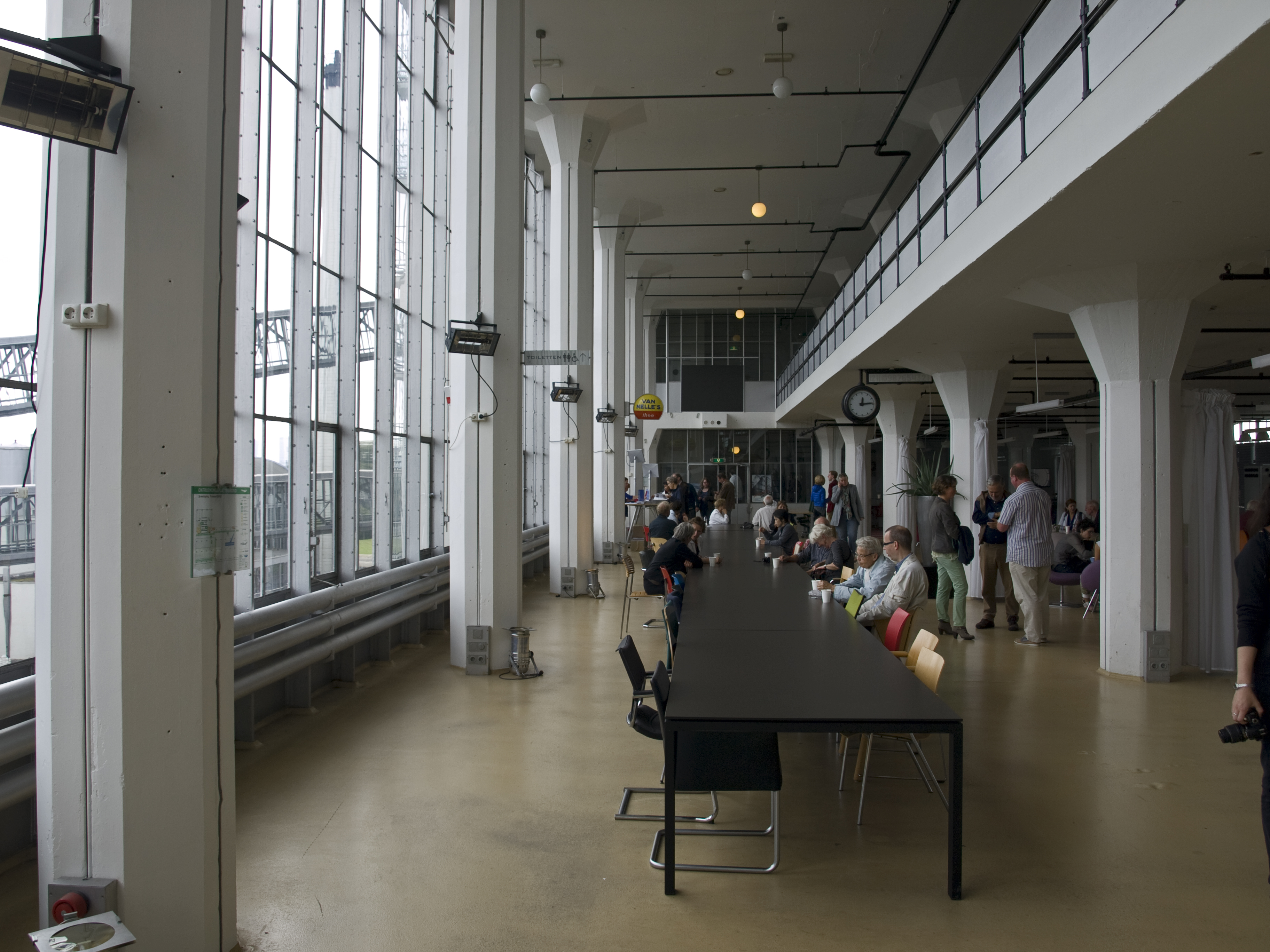
Visite de l'Usine Van Nelle lors des JEP 2014.

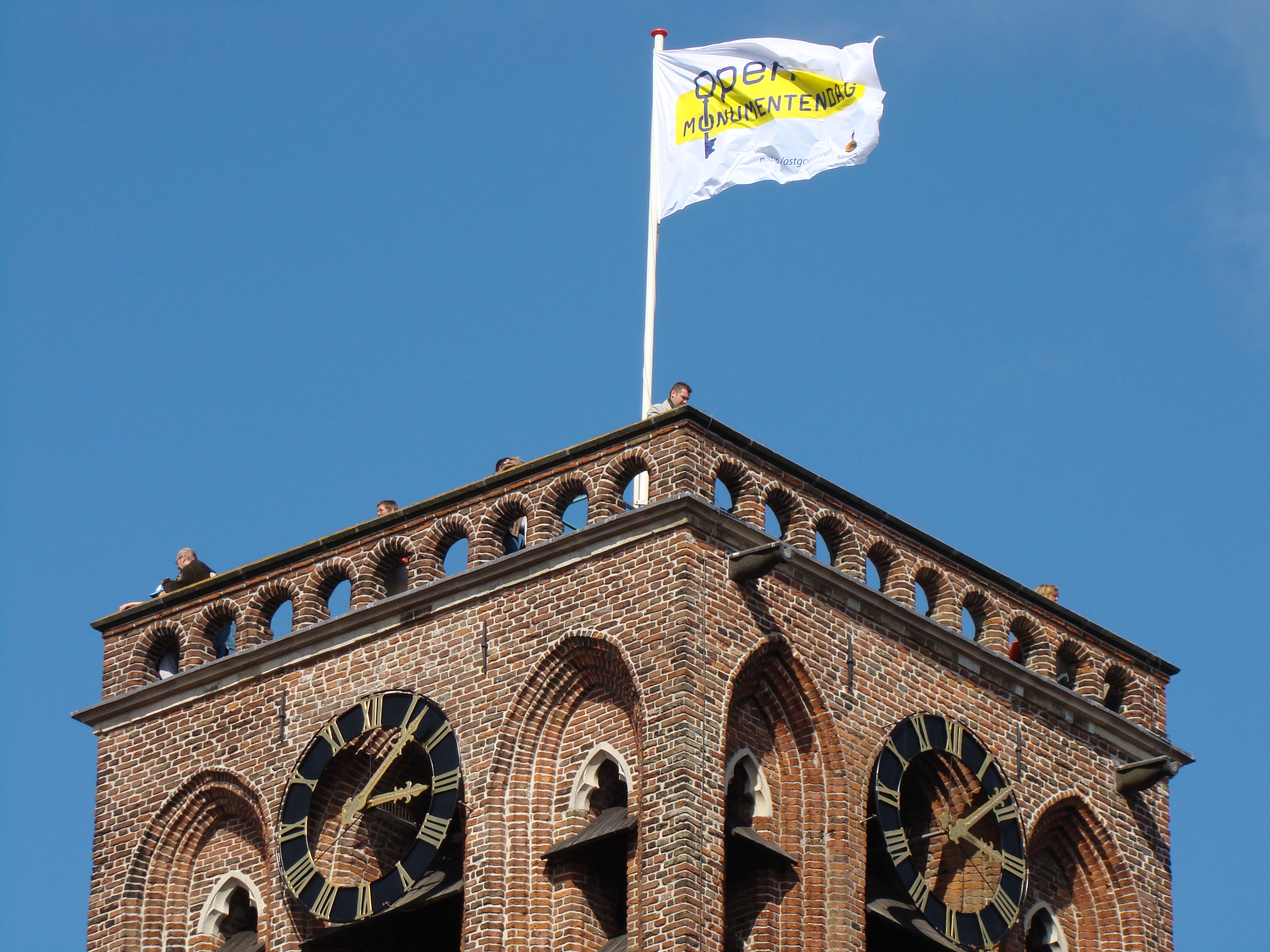
Drapeau « Open monumentendag » à Culemborg lors des JEP 2009.

- Thème de l'édition 2015 : Patrimoine industriel
- Thème de l'édition 2016 : Icônes et symboles

### Organisation par laMacédoine(depuis 2000)
- Thème de l'édition 2015 : Patrimoine industriel
- Thème de l'édition 2016 : L'Europe en Macédoine

### Organisation par laNorvège
- Thème de l'édition 2015 : Voisinage - les gens, le patrimoine culturel et l'Histoire
- Thème de l'édition 2016 : Communautés patrimoniales et compétences - Regardez ce que nous pouvons faire!

### Organisation par laPologne
- Thème de l'édition 2015 : Le patrimoine disparu (Patrimoine industriel)
- Thème de l'édition 2016 : Où l'esprit rencontre l'espace - temples, chefs-d'œuvre, monuments

### Organisation par lePortugal
- Thème de l'édition 2015 : Patrimoine industriel
- Thème de l'édition 2016 : Communautés et cultures

### Organisation par laRépublique tchèque
- Thème de l'édition 2015 : Les monuments renaissent
- Thème de l'édition 2016 : Patrimoine et communautés

### Organisation par laRoumanie
- Thème de l'édition 2015 : De l'artisanat à l'industrie (Patrimoine industriel)
- Thème de l'édition 2016 : Le rôle déterminant des communautés locales en matière de protection du patrimoine

### Organisation par laSerbie
- Thème de l'édition 2015 : Métiers anciens et traditionnels - préservation et subsistance
- Thème de l'édition 2016 : Patrimoine culturel et communautés - Vivre avec le patrimoine

### Organisation par laSlovaquie
- Thème de l'édition 2015 : Les monuments parlent
- Thème de l'édition 2016 : Patrimoine et communautés

### Organisation par laSuède
- Thème de l'édition 2015 : Acquisitions et œuvres humaines - un voyage dans la technologie et l'industrie
- Thème de l'édition 2016 : Patrimoine et communautés

## Autres pays extérieurs à l'UE

### Organisation par l'Albanie
- Thème de l'édition 2015 : Patrimoine industriel
- Thème de l'édition 2016 : Patrimoine et communautés

### Organisation par la Principauté d'Andorre(depuis 2000)
- Thème de l'édition 2016 : Archives privées et collections de bibliothèques

### Organisation par l'Arménie
- Thème de l'édition 2015 : Le patrimoine de commémoration
- Thème de l'édition 2016 : Patrimoine et communautés

### Organisation par laBiélorussie
- Thème de l'édition 2015 : Patrimoine industriel
- Thème de l'édition 2016 : Patrimoine et savoirs

### Organisation par laBosnie-Herzégovine
- Thème de l'édition 2015 : Patrimoine industriel
- Thème de l'édition 2016 : Patrimoine et communautés

### Organisation par laBulgarie
- Thème de l'édition 2015 : Patrimoine culturel et développement local durable

### Organisation par laGéorgie
- Thème de l'édition 2015 : Patrimoine industriel
- Thème de l'édition 2016 : Relations interculturelles et patrimoine partagé

### Organisation par l'Islande(depuis 2000)
- Thème de l'édition 2015 : Patrimoine industriel
- Thème de l'édition 2016 : Patrimoine et communautés

### Organisation par leLiechtenstein
- Thème de l'édition 2015 : Walser am Berg - Le campement de Hinder Prufatscheng à Triesenberg

### Organisation par laMoldavie
- Thème de l'édition 2015 : Patrimoine industriel et technique
- Thème de l'édition 2016 : Patrimoine culturel et communautés locales

### Organisation par leMonténégro
- Thème de l'édition 2015 : Patrimoine industriel
- Thème de l'édition 2016 : Patrimoine culturel et communautés locales

### Organisation dans lafédération de Russie
- Thème de l'édition 2016 : Patrimoine et communautés

### Organisation àSaint-Marin
- Thème de l'édition 2016 : Patrimoine et communautés

### Organisation par laSlovénie
- Thème de l'édition 2015 : Patrimoine industriel
- Thème de l'édition 2016 : Le Patrimoine autour de nous

### Organisation par laSuisse(depuis 1994)
Liste des thèmes des journées suisses :
- 1994 : Hôtels de ville, bâtiments publics et d'autres monuments historiques en Suisse
- 1995 : Châteaux, maisons fortes et manoirs historiques
- 1996 : Maisons et jardins en ville et à la campagne
- 1997 : L'édifice religieux et son environnement bâti : La vie dans les résidences épiscopales, les couvents, les cures, les synagogues et les collèges
- 1998 : Les citoyens, l'État et leurs œuvres: Les édifices de la Confédération, des cantons et de leurs représentants
- 1999 : À toute vapeur! Transports et énergie du moyen âge à nos jours
- 2000 : Le monument au pluriel. Du rapport entre maisons, rues et places
- 2001 : Habiter un monument historique
- 2002 : Métiers du patrimoine
- 2003 : Verre et vitrail
- 2004 : Prochain arrêt : patrimoine
- 2005 : Avant:après – conserver, transformer, continuer de bâtir dans le contexte historique
- 2006 : Les jardins, cultures et poésie
- 2007 : Das Holz – Le bois – Il legno
- 2008 : Lieux de délices
- 2009 : Au fil de l'eau
- 2010 : Cycles de vie[26]
- 2011 : Les lieux insolites du patrimoine ou un monde sous nos pieds
- 2012 : Structure et revêtement – la pierre et le béton
- 2013 : Feu et lumière
- 2014 : À table
- 2015 : Échanges – Influences[27]
- 2016 : Oasis des villes, oasis des champs[28]
- 2017 : Héritage du pouvoir
- 2018 : Sans frontières
- 2019 : Couleurs[29].
- 2020 : Verticalité[30].
- 2021 : Faire et savoir-faire
- 2022 : Temps libre.

### Organisation enTurquie(depuis 2002)
- Thème de l'édition 2016 : Patrimoine et communautés

### Organisation enUkraine(depuis 2000)
- Thème de l'édition 2016 : Patrimoine et communautés

### Organisation auVatican(depuis 2000)
- Thème de l'édition 2015 : Images de la foi dans le patrimoine européen
- Thème de l'édition 2016 : Images de la foi dans le patrimoine européen

### Autres manifestations du ministère français de la culture
- Fête de la musique ;
- Le Printemps des poètes ;
- Fête du cinéma ;
- Fêtes de la lecture en France ;
- Rendez-vous aux jardins ;
- Festival de l'histoire de l'art ;
- Nuit européenne des musées ;
- Journées nationales de l'archéologie.

#### Sites institutionnels entièrement consacrées aux journées du patrimoine
- « Journées européennes du patrimoine (JEP) », sur European Heritage Days joint programme
- « Journées européennes du patrimoine (JEP) », sur Conseil de l'Europe
- France : « Journées européennes du patrimoine (JEP) », sur Ministère français de la Culture
- France : Page officielle du ministère de la Culture
- Belgique > Région de Bruxelles-Capitale : (fr) Journées du patrimoine à Bruxelles
- Belgique > Région wallonne : (fr) Journées du patrimoine en Wallonie
- Belgique > Région flamande : (nl) Open Monumentendag Vlaanderen
- Suisse : Centre national d'information pour la conservation des biens culturels NIKE
- Pays-Bas : Open Monumentendag